# ويد سيمونز
ويد سيمونز هو دراج كندي، ولد في 20 سبتمبر 1973.